# ドイツ内陸水路博物館

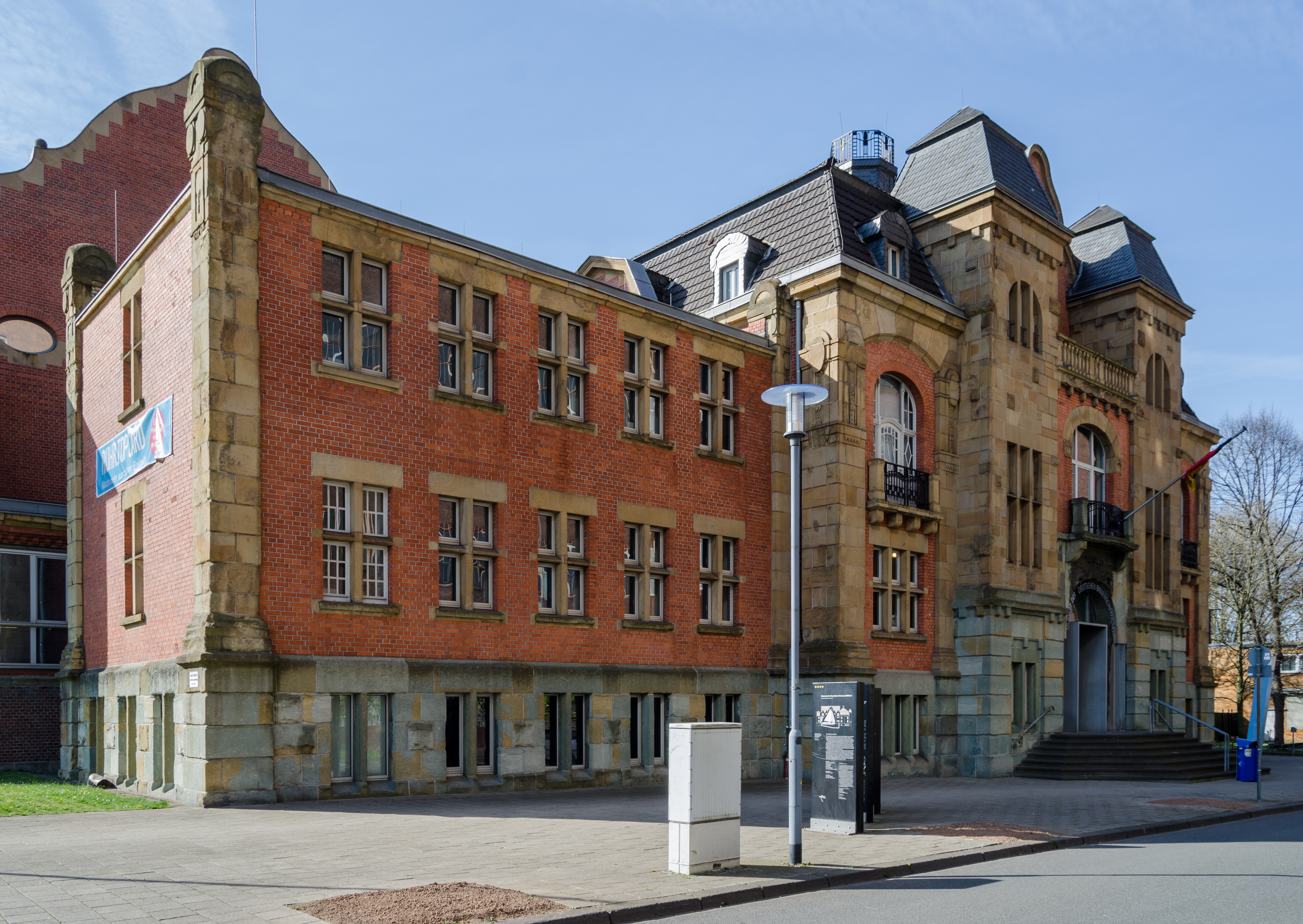
ドイツ内陸水路博物館

ドイツ内陸水路博物館（ドイツないりくすいろはくぶつかん、ドイツ語: Museum der Deutschen Binnenschifffahrt）は、ヨーロッパ最大の内陸港湾を構成するデュースブルク＝ルーアオルター港の核である、ルーアオルト、デュースブルクに位置する海事博物館である。
ドイツ内陸水路博物館は、博物館船「オスカー・フーバー」の購入と共に1974年に設立された。この博物館は当初、1910年に建設されたアール・ヌーヴォー様式でそれまで屋内水泳場として使われていた建物内にあったが、1986年に一度閉鎖され、1998年に現在の建物に移った。

## 外部リンク

ルール産業遺産トレイル